# Daniel Deeke
Daniel Deeke (* 6. Januar 1974 in Mexiko-Stadt) ist ein ehemaliger mexikanischer Fußballspieler, der vorwiegend im Mittelfeld agierte.

## Laufbahn
Deeke begann seine Laufbahn bei den UANL Tigres, mit denen er 1996 innerhalb von wenigen Wochen zunächst den mexikanischen Pokalwettbewerb gewann und anschließend aus der höchsten Spielklasse absteigen musste. Um nicht in der zweiten Liga spielen zu müssen, wechselte Deeke zur Saison 1996/97 zum nordmexikanischen Rivalen Santos Laguna, mit dem er gleich in seiner ersten Halbsaion die mexikanische Fußballmeisterschaft gewann. Danach war er anderthalb Jahre für Monarcas Morelia tätig und verbrachte die Rückrunde der Saison 1998/99 wieder bei den UANL Tigres, denen nach ihrem Abstieg der unmittelbare Wiederaufstieg gelungen war. Über die Toros Neza kam Deeke zu seiner letzten Station Atlético Celaya, in dessen Reihen er seine aktive Laufbahn ausklingen ließ. 

## Erfolge
- Mexikanischer Meister: Winter 1996 (mit Santos Laguna)
- Mexikanischer Pokalsieger: 1996 (mit UANL Tigres)